# Tczew
Tczew (udtale: [tt͡ʂɛf]  ( hør) , kasjubisk: Dërszewò; tysk: Dirschau)  er en by  i den  østlige del af voivodskabet Pommern i det nordlige Polen. Den har   57.990(2021)  indbyggere og et areal på 	22,26   km², og   er en del af  powiatet (amt) Tczew. 

## Geografi
Tczew ligger på den vestlige bred af floden Wisła (Vistula), cirka 30 km syd for Gdańskbugten ved Østersøen og 35 km sydøst for Gdańsk.

## Historie
Tczew (Trsow, Dersowe, vævernes by) blev først nævnt som Trsow i et dokument fra den Pommerske hertug Grzymisław skænkede landet til Johanniterordenen i 1198. Omkring 1200 byggede Sambor 1. af Pommern,  en fæstning her.  For at opnå bedre kontrol med trafikken på Vistula flyttede Pommern hertug Sambor II sin bolig fra Lubiszewo Tczewskie til Tczew. I 1252 var bebyggelsen kendt under navnene Tczew og Dirschau.